# آمرلی
آمُرلی یا آمِرلی شهری در شهرستان توزخرماطو در استان صلاح‌الدین در شمال عراق و در نزدیکی مرز با استان دیاله است و با مرز ایران حدود ۱۰۰ کیلومتر فاصله دارد. جمعیت این شهر را بیشتر ترکمان‌های شیعه مذهب تشکیل می‌دهند. در جریان حمله داعش به عراق، این شهر از ماه ژوئن تا آخر اوت سال ۲۰۱۴ در محاصره داعش بود. در ۸ شهریور ۱۳۹۳ (۳۰ اوت ۲۰۱۴) ارتش عراق با همراهی گروه‌های مسلح شیعه به فرماندهی قاسم سلیمانی و پیشمرگه‌های کرد عملیات مشترکی را علیه نیروهای داعش آغاز کردند که به شکست حصر این شهر در روز بعد انجامید. آزادسازی این شهر تاکنون نمونه بارزی از جنگ‌های نامنظم بوده است که از ویژگی مذکور به دفعات در منابع مختلف یاد شده است. و تماثیل آن را به مصطفی چمران بنیانگذار این جنگها نسبت داده اند.

## تاریخ

### بمب گذاری سال ۲۰۰۷
در ۷ ژوئن ۲۰۰۷ بمب گذاری در بازار آمرلی ۱۶۵ کشته و ۳۵۰ زخمی برجای گذاشت.

### محاصره ۲۰۱۴ توسط داعش
این شهر و نزدیک به ۲۰ هزار ترکمن شیعه آن، از ژوئن ۲۰۱۴ (میلادی) توسط داعش محاصره شد. غذا و آب و آذوقه تمام شده بود. یکی از نمایندگان سازمان ملل گفت: «وضعیت مردم در آمرلی ناامیدکننده است و خواستار اقدام فوری برای جلوگیری از کشتار احتمالی شهروندان آن است.» ارتش عراق در ۳۱ اوت با کمک حاج قاسم سلیمانی و عصائب اهل حق توانستند محاصره را بشکنند و وارد شهر شدند که باعث شادی شهروندان شد. بنا بر گزارش ها، ایران نقش «برنامه ریزی نظامی» را در شکستن محاصره آمرلی ایفا کرده است.

## اقلیم
آمرلی دارای آب و هوای گرم نیمه خشک است.(طبقه بندی آب و هوای کوپن BSh). بیشتر باران در زمستان می بارد. میانگین دمای سالانه در آمرلی ۲۱ درجه سانتی گراد (۷۰ درجه فارنهایت) است. سالانه حدود ۳۰۱ میلی‌متر (۱۲ اینچ) بارش شهر دارد.